# Rochefort-en-Yvelines
Rochefort-en-Yvelines este o comună franceză, situată în departamentul Yvelines, în regiunea Île-de-France.

## Geografie

### Descriere
Rochefort-en-Yvelines este o comună rezidențială situată la 30 de minute de Paris pe autostradă, în sud-estul departamentului Yvelines, aproape de limita cu Essonne, în masivul forestier Rambouillet. Se află la aproximativ 15 kilometri est de Rambouillet și la aproximativ 8 kilometri nord de Dourdan.

### Comunele învecinate
Comunele limitrofe sunt Bonnelles la nord-est, Longvilliers la est și sud, Saint-Arnoult-en-Yvelines la vest și Bullion la nord.

### Hidrografie
Satul Rochefort este situat pe colina Moque-Bouteille și este înconjurat de patru râuri: Rémarde la sud, Rabette la vest, Aulne la nord și Gloriette la est.

### Transporturi și căi de comunicație
Comunicarea este asigurată de drumuri departamentale: fosta rută națională 188 (actuala RD 988), care leagă Orsay și Palaiseau de Ablis în sudul departamentului Yvelines, RD 27 care o leagă de Rambouillet și RD 149, orientată spre nord, care ocolește satul printr-o deviere. Un nod rutier în comuna vecină Longvilliers oferă acces la autostrada A10, aflată în imediata apropiere.

### Clima
În 2010, clima comunei este de tip oceanic degradat al câmpiilor din Centru și Nord, conform unui studiu al Centrului Național de Cercetare Științifică bazat pe o serie de date care acoperă perioada 1971-2000. În 2020, Météo-France publică o tipologie a climei din Franța metropolitană, în care comuna este expusă unui climat oceanic alterat și se află în regiunea climatică Centru și contraforturile nordice ale Masivului Central, caracterizată prin aer uscat vara și o bună însorire.
Pentru perioada 1971-2000, temperatura medie anuală este de 10,7 °C, cu o amplitudine termică anuală de 15 °C. Cantitatea medie anuală de precipitații este de 653 mm, cu 10,6 zile de precipitații în ianuarie și 7,8 zile în iulie. Pentru perioada 1991-2020, temperatura medie anuală observată la stația meteorologică cea mai apropiată, situată în comuna Dourdan la 7 km distanță, este de 11,8 °C, iar cantitatea medie anuală de precipitații este de 737,9 mm. Pentru viitor, parametrii climatici estimati pentru comună pentru anul 2050, conform diferitelor scenarii de emisii de gaze cu efect de seră, pot fi consultati pe un site dedicat publicat de Météo-France în noiembrie 2022.

## Urbanism

### Tipologie
La 1 ianuarie 2024, Rochefort-en-Yvelines este clasificată drept comună rurală cu habitat dispersat, conform noii grile comunale de densitate în șapte niveluri definite de INSEE (Institutul Național de Statistică și Studii Economice) în 2022. Aceasta este situată în afara unității urbane. De asemenea, comuna face parte din zona metropolitană a Parisului, fiind o comună din coroana acestei zone. Această zonă cuprinde 1.929 de comune.

### Utilizarea terenului
Teritoriul comunei era, în 2017, compus din 89,3 % spații agricole, forestiere și naturale, 7,3 % spații deschise artificializate și 3,4 % spații construite artificializate.

## Toponimie
Numele Rochefort-en-Yvelines apare pentru prima dată în Historiæ ecclesiasticæ de Orderic Vitalis (1123/1141), unde este menționată [Lucienne], fiica lui Gui le Rouge: filiam Guidonis Rubei, comitis de Rupeforti, „fiica lui Gui le Rouge, conte de Rochefort”. Această mențiune se referă la un eveniment precis: anularea căsătoriei dintre Lucienne și regele Ludovic al VI-lea în 1107, și reprezintă o atestare indirectă a numelui Rochefort pentru acea perioadă. Menționat ca Rupiford în 1196, numele apare și în registrul episcopal al diocezei Chartres sub forma Ruppis fortis în jurul anului 1272. Grafia modernă Rochefort este consemnată în 1261 în jurnalul vizitelor lui Eudes Rigaud, arhiepiscop de Rouen, în secolul al XV-lea în Grandes Chroniques de France, în 1617 pe o hartă a guvernoratului Île-de-France, în 1660 pe o altă hartă a diocezei Chartres etc. Forma specifică Rochefort-en-Yvelines, adoptată în 1878, devine comună abia în secolul XX.
Acest nume reprezintă o formațiune medievală foarte frecventă, constituită din vechiul francez roche, utilizat cu sensul de „castel fortificat pe o înălțime (stâncoasă)”, determinat de adjectivul fort. Face aluzie la castelul din Rochefort-en-Yvelines, cetatea lui Gui I de Rochefort, aparent construit pe locul unui vechi oppidum galic.

## Istorie

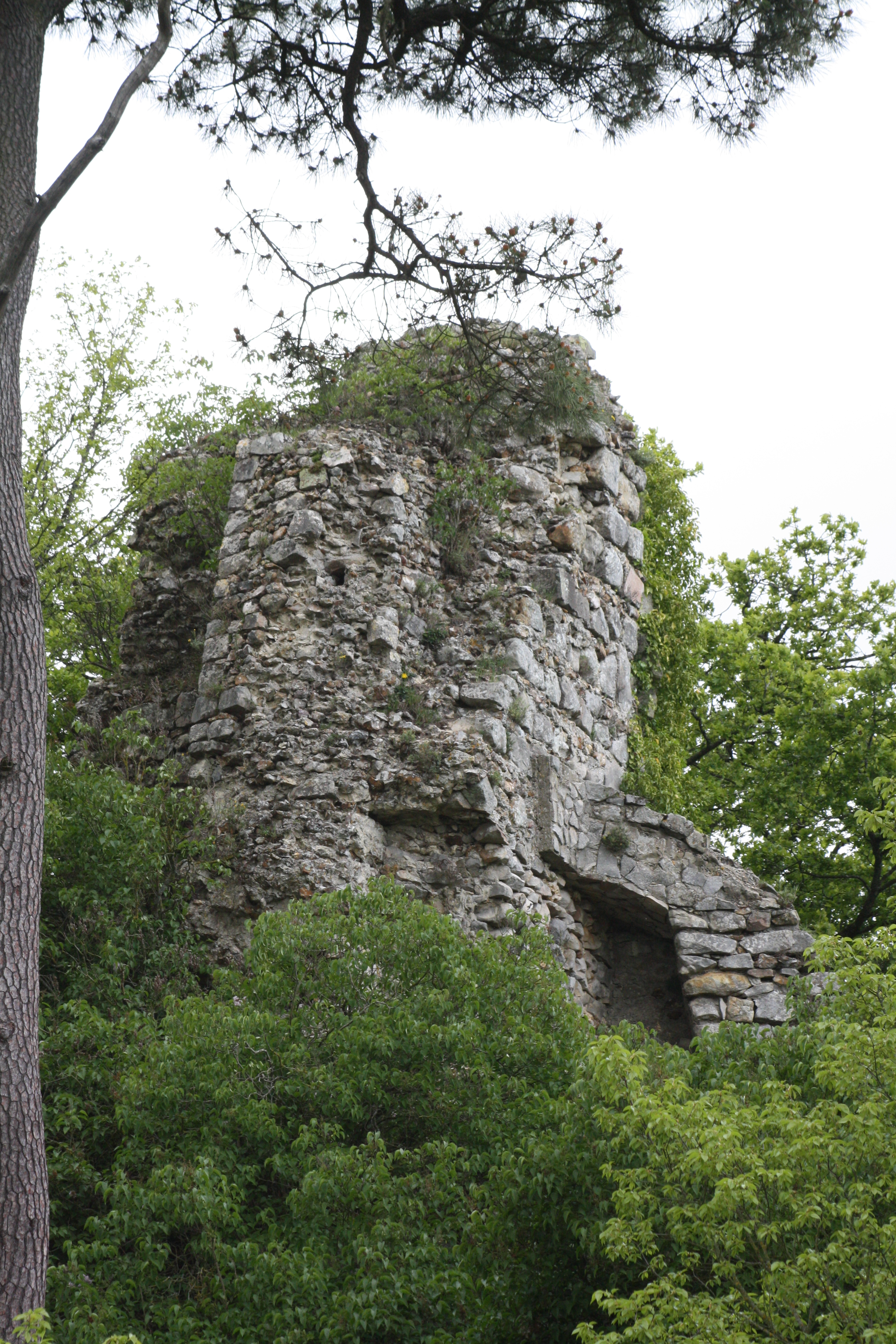
Ruinele turnului castelului medieval.

### Preistorie și antichitate
Situl Rochefort-en-Yvelines este locuit încă din preistorie, după cum o dovedesc uneltele din silex găsite în comună și grota decorată de la Normont, descoperită în 1992 la marginea masivului forestier Rambouillet, pe terenul de golf.
În epoca romană, a fost un oppidum galic, dominând văile înconjurătoare.

### Evul Mediu
În a doua jumătate a secolului al XI-lea, Guy I (II) de Montlhéry de Rochefort, numit Guy cel Roșu, care moștenea vicomitatul Étampois din Chartrain de la mama sa Hodierne și de la unchiul său Guillaume de Gometz, a construit un impunător castel fortificat în vârful oppidum-ului. Rochefort a devenit astfel dependent de familia seniorilor de Montlhéry, iar Auneau — de asemenea, un domeniu al Montlhéry — era o feudă care depindea direct de Rochefort.
Senioria, înzestrată cu titlul de principat, a trecut de-a lungul secolelor prin mâinile mai multor familii legate între ele, printre care:
- familia Garlande (senesalul Anseau de Garlande, prin soția sa Béatrice/Agnès de Rochefort-Montlhéry, este ginerele — mai degrabă decât cumnatul — lui Guy le Rouge),
- familia Montfort (Agnès de Garlande, fiica senesalului Anseau, se căsătorește cu Amaury III de Montfort-l'Amaury),
- familia Silly (Marguerite Le Riche, doamnă de Auneau, descendentă îndepărtată a Béatricei de Montlhéry, fiică, mai degrabă decât soră, a lui Guy le Rouge, dobândește Rochefort în jurul anilor 1370-1380 de la verișoara sa îndepărtată, Isabelle de Pierrepont, contesă de Roucy, strănepoata lui Jean IV de Pierrepont-Roucy și a Jeannei de Dreux-La Suze; aceasta din urmă era fiica Béatricei de Montfort, descendentă îndepărtată a lui Amaury III și a Agnès de Garlande. Perrette Bureau de La Rivière, fiica lui Marguerite Le Riche d'Auneau și a lui Charles/Jean Bureau III de La Rivière, se căsătorește cu Guy VI sau X de La Roche-Guyon, † 1415 la Azincourt; nepoata lor, Marie de La Roche-Guyon, doamnă de La Roche-Guyon, Auneau și Rochefort, se căsătorește cu Bertin de Silly).

### Epoca modernă
În 1596, Rochefort i-a revenit lui Hercule de Rohan, nepotul matern al Catherinei de Silly (strănepoata lui Bertin și Marie), care a reconstruit castelul. Principatul de Rochefort a rămas în proprietatea familiei Rohan până la Revoluția Franceză. Ramura Rochefort, singura care a supraviețuit, poartă încă titlul de „prinț de Rochefort”. Castelul, reconstruit încă o dată în secolul al XVIII-lea, a fost apoi demolat.

### Epoca contemporană
În jurul anului 1853, primăria s-a instalat în clădirea fostei judecătorii (unde se află și în prezent), care a servit anterior ca tribunal și închisoare. Clădirea a fost lăsată moștenire comunei în 1831 de către familia Rohan.
Între 1899 și 1904 este construit castelul Porgès din Rochefort-en-Yvelines.
Comuna a fost deservită de linia Paris - Chartres prin Gallardon, care a funcționat doar opt ani, între 1931 și 1939, deși tronsonul Chartres - Rochefort-en-Yvelines fusese finalizat în 1921. Linia, niciodată complet terminată spre Paris, a fost în cele din urmă declasată în 1953.

## Populația și societatea

### Date demografice
Evoluția numărului de locuitori este cunoscută prin recensămintele populației efectuate în comuna respectivă începând din 1793. Pentru comunele cu mai puțin de 10 000 de locuitori, un recensământ al întregii populații este realizat la fiecare cinci ani, populațiile legale pentru anii intermediari fiind estimate prin interpolare sau extrapolare.
În 2021, comuna număra 883 locuitori, în scădere cu −0,23 % față de 2015 (Yvelines: +2,04 %, Franța fără Mayotte: +1,84%).
| An        | 1793 | 1821 | 1841 | 1856 | 1876 | 1886 | 1901 | 1921 | 1936 | 1962 | 1982 | 2006 | 2014 | 2021 |
| --------- | ---- | ---- | ---- | ---- | ---- | ---- | ---- | ---- | ---- | ---- | ---- | ---- | ---- | ---- |
| Populație | 744  | 610  | 610  | 561  | 547  | 542  | 632  | 420  | 358  | 363  | 610  | 913  | 903  | 883  |

## Cultură locală și patrimoniu =

### Locuri și monumente
- Grota de la Normont: grotă decorată din perioada mezolitică.
- Castelul Rupestru/Feudal de Rochefort-en-Yvelines: vestigii ale castelului fortificat; vechi castel din secolul al XI-lea construit de Gui le Rouge.
- Biserica Saint-Gilles-et-de-l'Assomption: edificiu din piatră în stil romanic din secolele XI-XII. „Capela Prinților” adăpostește mormintele familiei de Rohan.
- Vechea Judecătorie: clădire din secolul al XVII-lea, în prezent găzduind primăria.
- Castelul Porgès din Rochefort-en-Yvelines: castel construit între 1896 și 1904 de arhitectul Charles Mewès pentru bijutierul Jules Porgès, inspirat de Hôtel de Salm (Palatul Legiunii de Onoare) dar la o scară dublă. A fost un proiect grandios, nefinalizat, care găzduiește astăzi un teren de golf.
- Lavoir din secolul al XIX-lea.

### Personalități
- Raymond Loewy (1893-1986), designer industrial, este înmormântat în comună, unde a achiziționat conacul La Cense, construit în secolul al XVI-lea pentru Gabrielle d'Estrées.
- Remo Forlani (1927-2009), scriitor francez, este înmormântat în comună[37], unde locuiau bunica sa maternă și mătușa sa și unde petrecea copilăria în timpul vacanțelor, amintiri pe care le-a evocat pe larg în lucrarea sa La Déglingue[38], din 1995.